# Ligonchio
Ligonchio (Algûnc nel dialetto locale, Ligûnchi in dialetto reggiano) è un municipio di 819 abitanti del comune di Ventasso in provincia di Reggio Emilia (Emilia-Romagna); parte del suo territorio è compresa nel Parco Nazionale dell'Appennino Tosco-Emiliano.
Fino al 31 dicembre 2015 ha costituito un comune autonomo, che confinava con i comuni di Busana, Collagna, Sillano Giuncugnano (LU) e Villa Minozzo, ed era parte della Comunità montana dell'Appennino Reggiano.

## Geografia fisica

Territorio dell'ex comune di Ligonchio nella provincia di Reggio Emilia

### Territorio

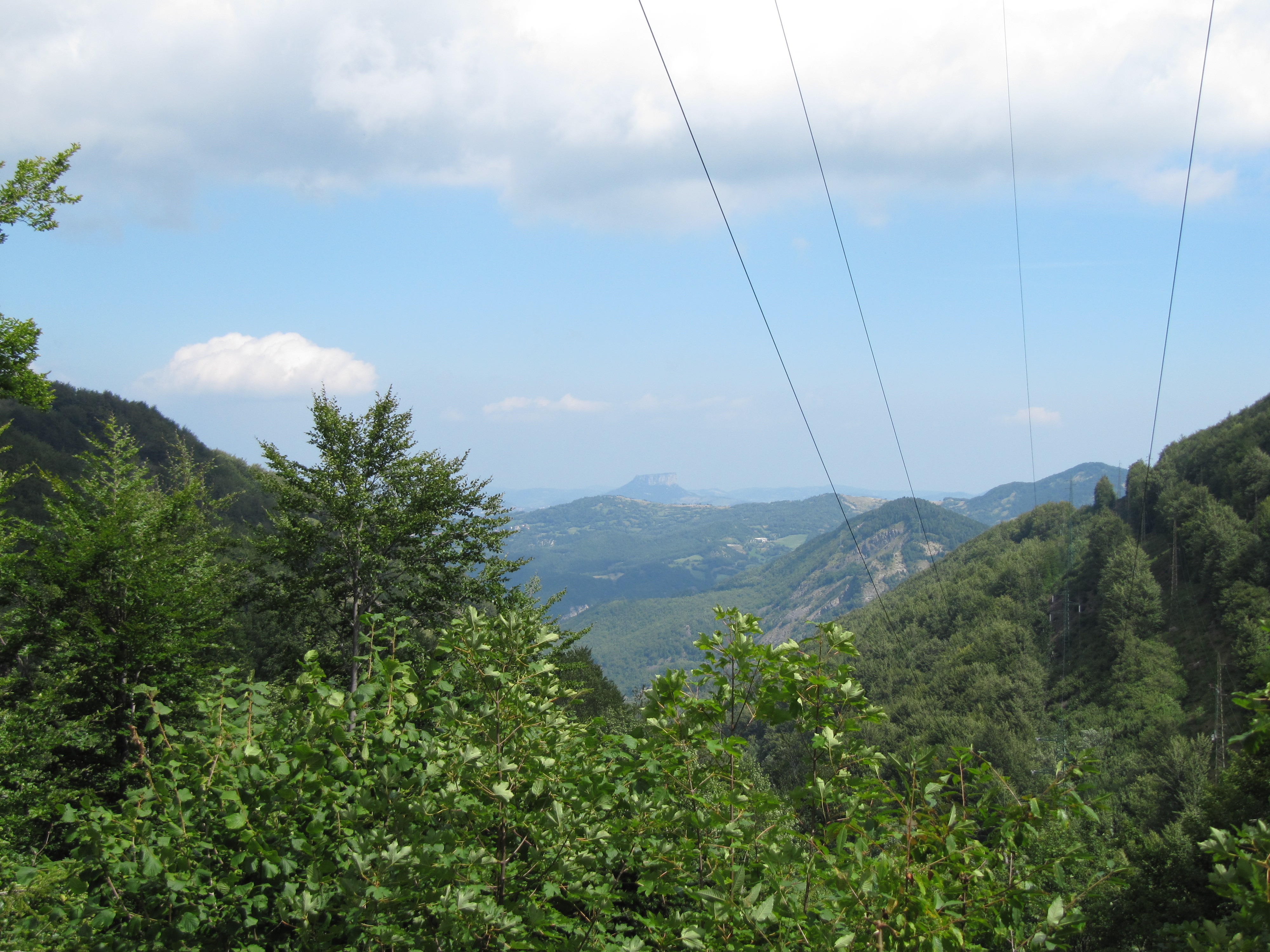
L'Appennino reggiano e la Pietra di Bismantova da Ospitaletto.

Il municipio (949 m s.l.m.) è situato in prossimità del Monte Cusna, incastonato tra la Valle dell'Ozola e quella del Secchia ed è al centro del Parco Nazionale dell'Appennino Tosco-Emiliano; da segnalare in un contesto florofaunistico, la presenza di strutture di notevole aspetto architettonico come le due Centrali idroelettriche.
Quando era comune autonomo, Ligonchio era il capoluogo comunale più alto dell'appennino reggiano.
Il paese, che sorge su una costa a cavallo delle valli dell'Ozola e della Rossendola, è articolato in due nuclei principali, Ligonchio di Sopra e La Valla, sede del municipio e della parrocchia. Ligonchio è collegato alla strada statale 63 (la strada più importante dell'Appennino reggiano) e quindi a Reggio Emilia tramite la strada provinciale 18 che si distacca dalla statale nei pressi di Busana; la stessa provinciale collega Ligonchio con la Toscana (il paese di Sillano in Garfagnana) attraverso il Passo della Pradarena, il più alto valico stradale asfaltato dell'Appennino Settentrionale con i suoi 1579 m s.l.m.
Il territorio municipale, oltre che dal capoluogo, è formato dalle frazioni di Caprile, Cinquecerri, Giarola, Campo, Montecagno, Ospitaletto, Piolo e Vaglie, per un totale di 61,70 km²; confina ad est con Villa Minozzo e a sud con il comune lucchese di Sillano Giuncugnano. I municipi confinanti sono Collagna a ovest, e Busana a nord.

## Origine del nome
Il toponimo è assai probabile derivi dal latino lacus, che sta per "lago", "fontana" o "serbatoio d'acqua", attraverso il diminutivo lacunculus.

## Storia

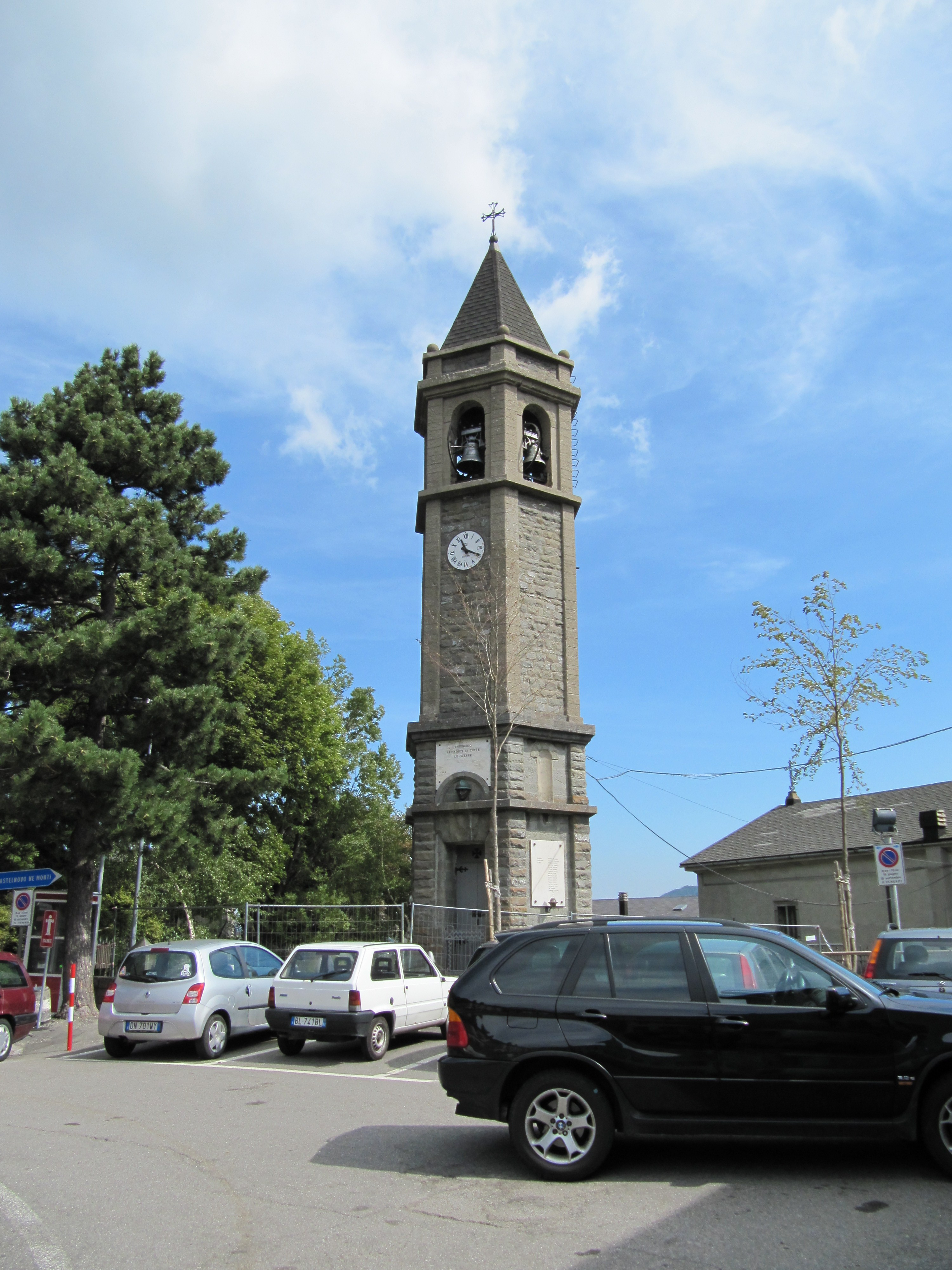
Il campanile di Ligonchio.

L'origine del nome Ligonchio non è precisa; nei documenti antichi viene denominato Aligante, Ligonchium, Ligontum e Ligustrum. Quest'ultimo sembra derivare dalla parola "Ligure", infatti in epoca remota i gruppi di uomini che migrarono dalle regioni del Mediterraneo verso l'Italia settentrionale furono chiamati Liguri.
Nel 1076 Matilde di Canossa cedette la corte di Ligonchio alla Badia di Frassinoro per ricavarne proventi da destinare alla fortificazione di Carpineti, eretta per difendere gli eventuali attacchi dell'Imperatore di Germania Enrico IV contro papa Gregorio VII. Ligonchio riemerge nel 1158 nei documenti di Federico I di Svevia, facente parte, con Piolo, dei feudi dei Dalli di Sillano (famiglia che governò l'Appennino, tra alterne vicende, fino alla Rivoluzione francese).
Nel 1383 la Rocca di Ligonchio e Piolo passarono alla famiglia dei Vallisneri. Nel 1431 Ligonchio, con Piolo e Vaglie, si consegnò a Niccolò d'Este. La Villa di Ligonchio fece parte per un secolo e mezzo della podesteria di Minozzo, per entrare in possesso delle famiglie Bertocchi e Bernardi assieme a Ligonchio, Predare e Canova.
Verso la metà del XVII secolo il duca Rinaldo d'Este vendette Ligonchio ai conti Ferrarini per 17 000 scudi. Nel 1750 passò alla famiglia Becchi e poi ai conti Cantuti Castelvetri. Durante la Rivoluzione Francese Ligonchio fu dichiarato comune sotto il cantone di Minozzo e con la Restaurazione del 1815 riottenne l'autonomia. Il 7 settembre 1920 il comune di Ligonchio fu duramente colpito da un terremoto che devastò la Garfagnana e la Lunigiana. Due anni dopo entrò in funzione la centrale idroelettrica, un impianto che cambiò il tessuto economico locale, fino ad allora incentrato su pastorizia e un'agricoltura di sussistenza.
Nell'estate 1944 il comune di Ligonchio venne liberato dai partigiani ed incluso nel territorio della Repubblica di Montefiorino. In seguito all'offensiva nazifascista il paese venne nuovamente occupato e bruciato. In autunno il paese tornò nuovamente nelle mani dei partigiani. Il 10 aprile 1945 i tedeschi, ormai in ritirata, piombarono sul paese per distruggere la centrale idroelettrica. Dopo quattro giorni di scontri i partigiani riuscirono a respingere i nazisti e a sventare la distruzione degli impianti.
Il referendum del 31 maggio 2015 ha sancito la fusione di Ligonchio con i comuni limitrofi di Busana, Collagna e Ramiseto; i cittadini hanno anche scelto la denominazione del nuovo comune, Ventasso.

### Simboli
Lo stemma di Ligonchio era stato riconosciuto con il decreto del presidente del Consiglio dei ministri del 21 agosto 1959 e si blasonava: d'argento, ai due gigli dal piè nodrito di rosso, uniti, contrapposti in palo.
Il gonfalone, concesso con DPR del 6 ottobre 1959, era un drappo partito di rosso e di bianco.

## Monumenti e luoghi d'interesse
- A Ligonchio di Sopra si trova l'antico oratorio di San Rocco al cui interno si trova la statua del santo che, secondo la leggenda, avrebbe liberato Ligonchio dalla peste del 1635 e ogni anno viene ricordato con una processione che si conclude con la benedizione e la distribuzione dei panini benedetti che secondo la tradizione, se conservato nella madia, funzionano come amuleto contro le malattie.
- Chiesa parrocchiale di Sant'Andrea Apostolo.

## Società

### Evoluzione demografica
Abitanti censiti

## Amministrazione
Di seguito è presentata una tabella relativa alle amministrazioni che si sono succedute nel'ex comune.
| Periodo          | Periodo          | Primo cittadino   | Partito                        | Carica  | Note   |
| ---------------- | ---------------- | ----------------- | ------------------------------ | ------- | ------ |
| 19 luglio 1985   | 17 novembre 1994 | Rosanna Bacci     | PCI, PDS                       | Sindaco | [ 14 ] |
| 17 novembre 1994 | 14 giugno 2004   | Marco Tavaroli    | PDS, lista civica              | Sindaco | [ 14 ] |
| 15 giugno 2004   | 8 giugno 2009    | Ilio Franchi      | lista civica                   | Sindaco | [ 14 ] |
| 8 giugno 2009    | 31 dicembre 2015 | Giorgio Pregheffi | lista civica: Ligonchioinsieme | Sindaco | [ 14 ] |